# Posti in piedi in paradiso
Pour plus de détails, voir Fiche technique et Distribution.
Posti in piedi in paradiso est un film italien réalisé, scénarisé et interprété par Carlo Verdone, sorti en Italie le 2 mars 2012.
Il met en vedette Marco Giallini, Pierfrancesco Favino, Diane Fleri, Micaela Ramazzotti, Nicoletta Romanoff (it) et Nadir Caselli (it).
En 2012, le film obtient cinq nominations aux Nastri d'argento et trois nominations au David di Donatello.

## Synopsis
Ulisse, Fulvio et Domenico sont trois professionnels estimés qui, à la suite d'événements malheureux qui compromettent radicalement leur vie personnelle et professionnelle, se retrouvent à avoir du mal à joindre les deux bouts. Ulisse (Carlo Verdone) vit à l'arrière de son petit magasin de vinyles depuis que son entreprise de production musicale a fait faillite et que sa jeune épouse, ex-chanteuse, et sa fille ont déménagé à Paris. Divorcé après que son épouse, atteinte de dépression post-partum, eut découvert sa liaison amoureuse avec l'épouse du chef, Fulvio (Pierfrancesco Favino), ex-critique de cinéma, commence à travailler pour un magazine à potins et trouve à se loger près d'un pensionnat religieux. Enfin, Domenico (Marco Giallini), tombeur impénitent et joueur compulsif, réside temporairement sur le bateau d'un ami pendant qu'il tâche d'emprunter de l'argent comme il peut pour maintenir un nombre indéterminé de familles.
Après s'être rencontrés par hasard, les trois hommes décident de cohabiter pour pouvoir partager ainsi les frais d'un appartement. Quand l'un d'eux a un malaise, Gloria (Micaela Ramazzotti), cardiologue anxieuse au cœur brisé, entre dans leur vie et tisse une tendre amitié avec Ulisse dès le début.

## Fiche technique
- Titre original : Posti in piedi in paradiso
- Titre anglais : A Flat for Three
- Réalisation : Carlo Verdone
- Scénario : Carlo Verdone, Pasquale Plastino (it), Maruska Albertazzi
- Décors : Luigi Marchione
- Photographie : Danilo Desideri
- Production : Aurelio De Laurentiis, Luigi De Laurentiis
- Société de distribution : Filmauro (Italie)
- Pays d'origine :  Italie
- Langue originale : italien
- Format : couleurs — 35mm
- Genre : comédie
- Durée : 119 minutes
- Date de sortie :
  - Italie : 2 mars 2012

## Distribution
- Carlo Verdone : Ulisse Diamanti
- Pierfrancesco Favino : Fulvio Brignola
- Marco Giallini : Domenico Segato
- Micaela Ramazzotti : Gloria
- Diane Fleri : Claire
- Nicoletta Romanoff (it) : Lorenza
- Nadir Caselli (it) : Gaia
- Valentina D'Agostino (it) : Marisa
- Luisa De Crescenzo (it) : Agnese
- Giulia Greco : Marika Segato
- Gabriella Germani (it) : Luisella
- Roberta Mengozzi : Gilda
- Alexis Gilot : Guillaume

## Exploitation et accueil
La bande-annonce du film a été mise en ligne le 5 janvier 2012. Distribué par Filmauro (it), le film est sorti le 2 mars 2012. Il a obtenu du succès, comme le démontre la recette, qui s'élevait à 8 989 853 euros à la fin du trimestre
.

## Distinctions

### Récompenses
- Rubans d'argent 2012 : meilleure comédie ; meilleure actrice pour Micaela Ramazzotti ; meilleur acteur dans un second rôle pour Marco Giallini[4].

### Nominations
- Rubans d'argent 2012 :  meilleure chanson originale pour Therese, de Gaetano Curreri, Andrea Fornili et Angelica Caronia), interprétée par Angelica Ponti ; meilleur scénario pour Maruska Albertazzi, Carlo Verdone et Pasquale Plastino[4],[5].
- David di Donatello 2012 : meilleure actrice pour Micaela Ramazzotti ; meilleur acteur pour Marco Giallini ; meilleure chanson originale pour Therese, de Gaetano Curreri, Andrea Fornili et Angelica Caronia, interprétée par Angelica Ponti[1],[6].